# 小河滋次郎

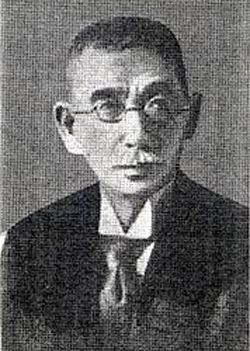

小河滋次郎（1864年1月11日—1925年4月2日）日本长野县人，日本明治、大正年间的法学家、监狱学家。

## 生平
小河滋次郎生于文久3年12月3日（1864年1月11日）。明治17年（1884年），東京专門学校（早稻田大学的前身）毕业。明治19年（1886年），东京帝国大学法科大学专科毕业。由于穗积陈重的建言及对監獄行政的关心，他未赴德国留学，而是到内務省负责監獄行政。1908年，他完成了監獄法的制定，并作为政府委員在帝国議会答辩。明治41年（1908年），担任東京帝国大学監獄学講師。明治43年（1910年），到大阪为社会福祉事业尽力，对国立感化院的設立作出了贡献。大正6年（1917年），担任国立感化院第一任所長。大正7年（1918年），其主張促成了大阪的民生委員制度的先駆「方面委員」制度的創設。1908年至1910年，担任清朝的獄務顧問，为清朝的制度改革进行指導。 他还帮助清朝设计了京师模范监狱。他是知名的死刑废止論者。其著作《監獄学》等被收入《小河滋次郎著作選集》。 
大正14年（1925年）4月2日，小河滋次郎逝世，享年62岁。